# リターン・オブ・ザ・マンティコア
『リターン・オブ・ザ・マンティコア』（The Return of the Manticore）は、エマーソン・レイク・アンド・パーマー（ELP）が1993年に発表したCD4枚組のボックス・セットである。

## 内容
デビュー・アルバムから1992年の『ブラック・ムーン』までの代表曲がほぼ全て網羅され、加えて1970年代の未発表音源と1993年に録音した特典音源が収録されている。

### 未発表音源
1970年代の未発表音源は以下の3曲が収録された。
- ライブ録音の「ロンド」[注釈 1]は、キース・エマーソンがELP結成の前に在籍したザ・ナイスの作品で、デイヴ・ブルーベックの'Blue Rondo à la Turk'の改作である。ザ・ナイスや1970年代のELPのコンサートで頻繁に取り上げられ、冒頭でヨハン・ゼバスティアン・バッハ作曲の「イタリア協奏曲」第三楽章の最初の24小節、中間部でヨハン・ゼバスティアン・バッハ作曲の「トッカータとフーガ ニ短調 BWV 565」の一節が、それぞれ演奏された。
- スタジオ録音の「プレリュード・アンド・フーガ」[注釈 2]はフリードリヒ・グルダの作品で、ELPが1974年に発表したライブ・アルバム『レディース・アンド・ジェントルメン』の「ピアノ・インプロヴィゼイション」[注釈 3]でも一部が演奏されていた。
- スタジオ録音[注釈 4]の「ボ・ディドリー」は3人が共作したインストゥルメンタルである。

### 特典音源
1993年7月と8月にロサンゼルスのグッドナイト LA スタジオで録音された以下の6曲がDisc 1に特典音源として収録された。
＃1. タッチ・アンド・ゴー - Touch and Go
エマーソンとグレッグ・レイクが1985年にドラマーのコージー・パウエルと結成したエマーソン・レイク・アンド・パウエルの『エマーソン・レイク・アンド・パウエル』（1986年）の収録曲のカバー。オリジナルはハ短調であったが、本作ではイ短調に転調されてキーがかなり低くなっている。
＃2. ハング・オン・トゥ・ア・ドリーム - Hang on to a Dream
アメリカのシンガーのティム・ハーディンがデビュー・アルバムTim Hardin 1（1966年）に収録した'How Can We Hang On to a Dream'のカバー。ザ・ナイスがサード・アルバム『ジャズ+クラシック/ロック=ナイス』 (1969年）で取り上げた。
＃3. 21世紀のスキゾイド・マン - 21st Century Schizoid Man
レイクがELPの前に在籍したキング・クリムゾンのファースト・アルバム『クリムゾン・キングの宮殿』（1969年）の収録曲のカバー。
＃4. ファイアー - Fire
カール・パーマーがELPの前に在籍したクレイジー・ワールド・オブ・アーサー・ブラウンのファースト・アルバム (1968年）の収録曲のカバー。
＃5. 展覧会の絵 - Pictures at an Exhibition
ELPが『展覧会の絵』（1971年）に発表した組曲の一部をカットして約15分に短縮し、キーを低くした。
＃6. 夢みるクリスマス - I Believe in Father Christmas
レイクが1975年に発表したソロ作品のカバー。

## 収録曲
Disc 1
1. タッチ・アンド・ゴー – Touch and Go (Emerson, Lake)
2. ハング・オン・トゥ・ア・ドリーム – Hang on to a Dream (Tim Hardin)
3. 21世紀のスキゾイド・マン – 21st Century Schizoid Man (Robert Fripp, Ian McDonald, Lake, Michael Giles, Peter Sinfield)
4. ファイアー – Fire (Arthur Brown, Vincent Crane, Peter Ker, Mike Finesilver)
5. 展覧会の絵：プロムナード/こびと/プロムナード/賢人/バーバ・ヤーガの小屋/キエフの大門 – Pictures at an Exhibition : Promenade (Modest Mussorgsky) / The Gnome (Mussorgsky, Palmer) / Promenade (Mussorgsky, Lake) / The Sage (Lake) / The Hut of Baba Yaga (Mussorgsky) / The Great Gates of Kiev (Mussorgsky, Lake)
6. 夢みるクリスマス – I Believe in Father Christmas (Lake, Sinfield)
7. イントロダクトリー・ファンファーレ/ピーター・ガン – Introductory Fanfare (Emerson, Palmer) /Peter Gunn Theme (Henry Mancini)
8. 孤独なタイガー – Tiger in a Spotlight (Emerson, Lake, Palmer, Sinfield)
9. トッカータ – Toccata (Alberto Ginastera, arr. Emerson, Palmer)
10. トリロジー – Trilogy (Emerson, Lake)
11. タンク – Tank (Emerson, Palmer)
12. ラッキー・マン – Lucky Man (Lake)

Disc 2
1. タルカス：噴火/ストーンズ・オブ・イヤーズ/アイコノクラスト/ミサ聖祭/マンティコア/戦場/アクアタルカス – Tarkus : Eruption (Emerson) / Stone of Years (Emerson, Lake) / Iconoclast (Emerson) / Mass (Emerson, Lake) / Manticore (Emerson) / Battlefield (Lake) / Aquatarkus (Emerson)
2. フロム・ザ・ビギニング – From the Beginning (Lake)
3. 石をとれ/ラッキー・マン/ピアノ・インプロヴィゼイション/石をとれ（コンクルージョン） – Take a Pebble (Lake) / Lucky Man (Lake) /Piano Improvisation (Emerson) /Take a Pebble (Conclusion) (Lake)
4. ナイフ・エッジ – Knife Edge (music: Leoš Janáček arr. Emerson; lyrics: Lake, Richard Fraser)
5. ペイパー・ブラッド – Paper Blood (Emerson, Lake, Palmer)
6. ホウダウン – Hoedown (Aaron Copland, arr. Emerson, Lake, Palmer)
7. ロンド – Rondo (Dave Brubeck, arr. Emerson)

Disc 3
1. 未開人 – The Barbarian (Béla Bartók, arr. Emerson, Lake, Palmer)
2. スティル…ユー・ターン・ミー・オン – Still...You Turn Me On (Lake)
3. 永遠の謎　パート１/フーガ/永遠の謎　パート２ – Endless Enigma Part 1 (Emerson, Lake) / Fugue (Emerson) / Endless Enigma Part 2 (Emerson, Lake)
4. セ・ラ・ヴィ – C'est la Vie (Lake, Sinfield)
5. 邪教の神，そして悪の精の踊り – Enemy God (Dances With the Black Spirit) (Sergei Prokofiev, arr. Emerson, Lake, Palmer)
6. ボ・ディドリー – Bo Diddley (Emerson, Lake, Palmer)
7. ビッチズ・クリスタル – Bitches Crystal (Emerson, Lake)
8. タイム・アンド・プレイス – Time and a Place (Emerson, Lake, Palmer)
9. リヴィング・シン – Living Sin (Emerson, Lake, Palmer)
10. 悪の教典＃9：第１印象/第２印象/第３印象 – Karn Evil 9 : 1st Impression (Emerson, Lake) / 2nd Impression (Emerson) / 3rd Impression (Emerson, Lake, Sinfield)
11. ホンキー・トンク・トレイン・ブルース – Honky Tonk Train Blues (Meade "Lux" Lewis, arr. Emerson)

Disc 4
1. 聖地エルサレム – Jerusalem (Hubert Parry, William Blake, arr. Emerson, Lake, Palmer)
2. 庶民のファンファーレ – Fanfare for the Common Man (Copland, arr. Emerson, Lake, Palmer)
3. ブラック・ムーン – Black Moon (Emerson, Lake, Palmer)
4. 君を見つめて – Watching Over You (Lake, Sinfield)
5. ピアノ協奏曲第１番第３楽章トッカータ・コン・フォコ – Piano Concerto No.1 Third Movement: Toccata con Fuoco (Emerson)
6. おまえのために – For You (Lake, Sinfield)
7. プレリュード・アンド・フーガ – Prelude and Fugue (Friedrich Gulda)
8. 将校と紳士の回顧録：プロローグ～紳士の教え/愛を感じた時/最前線からの手紙/栄光の歩兵中隊（行進曲） – Memoirs of an Officer and a Gentleman : Prologue/The Education of a Gentleman (Emerson, Sinfield) / Love at First Sight (Emerson, Sinfield) / Letters from the Front (Emerson, Sinfield) / Honourable Company (Emerson)
9. 海賊 - Pirates (Emerson, Lake, Sinfield)
10. アフェアズ・オブ・ザ・ハート – Affairs of the Heart (Lake, Geoff Downes)

## エピソード
このボックスセットのプロモーションのため、エマーソンが1993年の末に来日している。奇しくも同時期、ディープ・パープルが日本公演中だったので、キーボードマガジンの企画により、エマーソンとジョン・ロードという、70年代のロックシーンに大きな実績を残した二人のキーボード奏者の対談が実現した。